# Sicydium altum
Sicydium altum es una especie de pez de la familia de los Gobiidae en el orden de los Perciformes.

## Morfología
Los machos pueden llegar a alcanzar los 14 cm de longitud total.

## Hábitat
Es un pez de Agua dulce,  y demersal.

## Distribución geográfica
Se encuentran en Centroamérica: vertiente atlántica de Costa Rica.

## Observaciones
Es inofensivo para los humanos.